# Nicolás Federmann
Nicolás Federmann o Nicolás Féderman o bien Nicolás de Federmán y en alemán: Nikolaus Federmann (Ciudad Imperial Libre de Ulm, ca. 1505 – Valladolid, febrero de 1542) fue un explorador y cronista alemán que participó en la conquista española de los territorios de las actuales Colombia y Venezuela. Fue nombrado teniente de gobernador general de Coro desde 1535 hasta 1539. Fue parte de la segunda fundación de Santafé de Bogotá en 1539.

## Biografía
Nicolás Federmann nació hacia 1505 en la Ciudad Libre de Ulm del Sacro Imperio Romano Germánico.

### Exploración en América del Sur

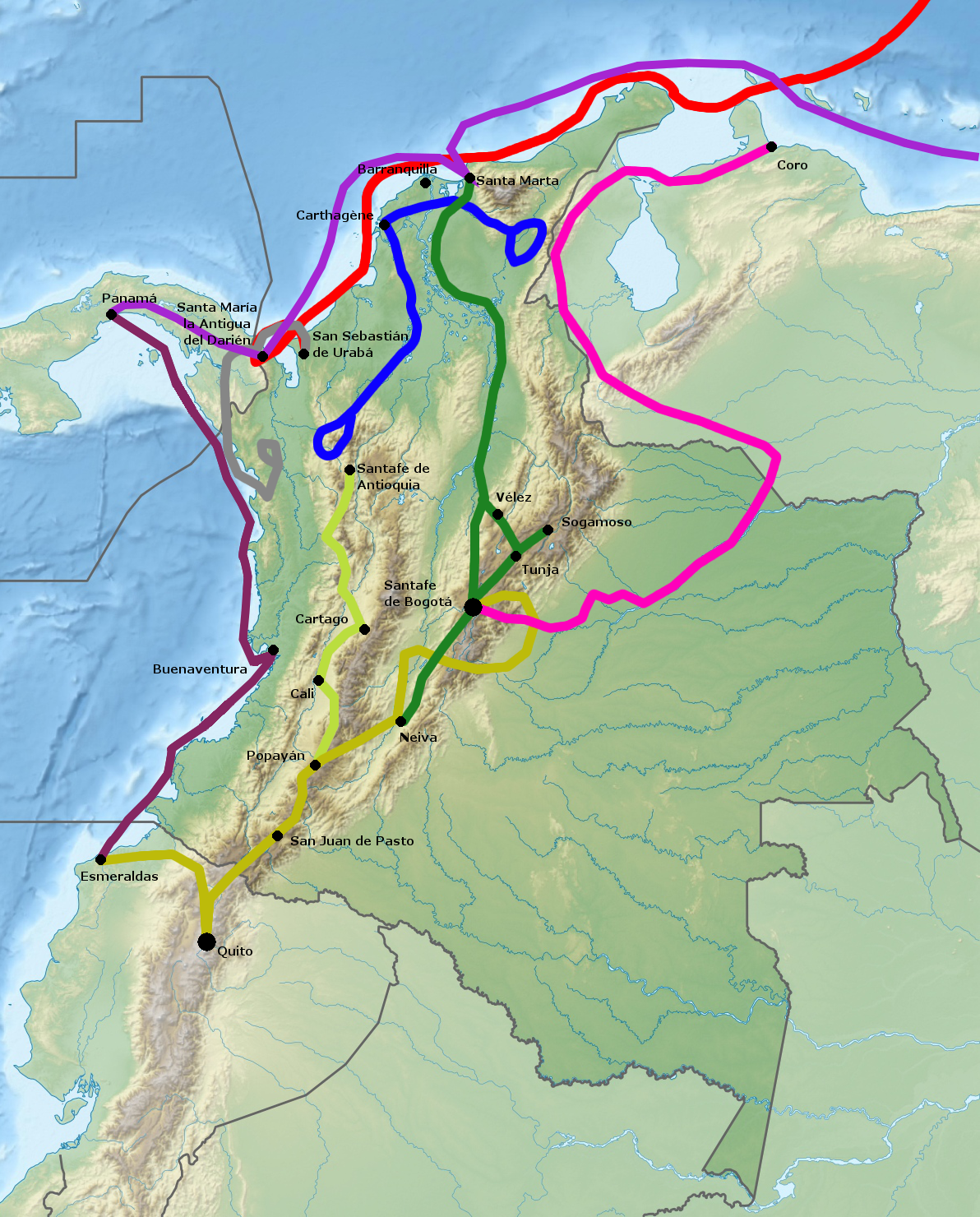
Nicolás Federmann

#### Contexto
Klein-Venedig (en alemán: Pequeña Venecia, también Welser-Kolonie -colonia Welser- o Welserland -país Welser-) fue el nombre dado a una parte del territorio de la actual Venezuela, que les fue arrendado por Carlos I a la familia alemana de banqueros Welser desde 1528 hasta 1546 para su colonización a cambio de saldar algunas deudas contraídas por el monarca. Los Welser eran una familia patricia de las Ciudades Imperiales Libres de Augsburgo y Núremberg. Klein-Venedig representa el mayor esfuerzo de colonización alemana de América en el siglo XVI.

#### Al servicio de la familia Welser
Federmann fue enviado como factor a Sevilla y, después, a Santo Domingo en 1529. Los Welser habían firmado un acuerdo con Carlos I de España para explorar y explotar el territorio de la recién creada Provincia de  Venezuela.

##### Primer viaje
Federmann acometió la empresa en 1530 en colaboración con Ambrosio Alfinger, siguiendo el cauce del Río Orinoco. Fue «nombrado teniente de gobernador, capitán general y alcalde mayor de Coro [...]. Recorrió desde Coro hacia el occidente, por los actuales Barquisimeto, Araure, El Baúl y San Felipe; pero acusado de haber realizado la expedición sin autorización, fue condenado al destierro de las Indias durante cuatro años.»
Entonces, regresó a Europa y en agosto de 1532 llegó a Augsburgo (Alemania), donde escribió una narración de su expedición con los primeros apuntes etnográficos de numerosas tribus de Venezuela, titulada «Indianische Historia», (Historia indiana), publicada por su cuñado en 1557.
Hans Kiefhaber fue el esposo de Elisabeth, hermana de Nicolás, y heredero de su suegro Claus el Viejo, quien falleció en 1542, el mismo año que su hijo. Kiefhaber fue además el depositario de todos los documentos y notas del explorador.

##### Segundo viaje
En 1532 Federmann firmó otro contrato con los Welser, y en julio de 1534 fue nombrado, por real cédula de Carlos I, para suceder a Alfinger como gobernador de la provincia de Venezuela y el cabo de la Vela. Al año siguiente, sin posesionarse aún, fue sustituido por Jorge de Espira. Federmann y Espira prepararon el viaje, pero al llegar a Coro, en 1535, se separaron y cada uno organizó su expedición. Federmann siguió hacia el cabo de la Vela pasando por Maracaibo, regresando luego para terminar en los llanos del Casanare. En 1536, probablemente cerca de la desembocadura del río de la Hacha, Federmann fundó una población llamada Nuestra Señora de las Nieves.
Federmann prosiguió hasta el alto Meta y luego cruzó la cordillera de los Andes por el páramo de Sumapaz, siendo el primer europeo en realizar la gesta. A continuación bajó siguiendo el río Fusagasugá, llegó a Pasca y luego a Bosa, donde se reunió con emisarios de Gonzalo Jiménez de Quesada. Pactaron que los soldados provenientes de Venezuela tendrían los mismos derechos que los del Nuevo Reino de Granada. Federmann rehusó aliarse con Sebastián de Belalcázar para despojar a Quesada de los territorios  que este había conquistado.
Tras varios desencuentros entre los tres conquistadores, pactaron la paz y se desplazaron a Santafé en febrero de 1539. Federmann y su ejército llegaron a dicha población el mes siguiente. Después de participar en la fundación jurídica de la ciudad en abril de ese mismo año, los tres conquistadores decidieron dejar allí a sus hombres como pobladores y viajar a España para resolver sus diferencias. El rey Carlos I nombró a Jiménez de Quesada mariscal del Nuevo Reino de Granada, y a Belalcázar gobernador de Popayán.

### Últimos años
La Reforma protestante en Alemania ocasionó que se prohibiera la entrada de naturales de esa región europea a las Indias sin licencia, lo que supuso que Federmann, acusado de ser de fe luterana, no recibiera ningún nombramiento del rey.
Según algunas fuentes, Federmann se dirigió hacia Gante y como el informe de su gestión no satisfizo a los Welser, fue encarcelado en Amberes. En 1541 pudo trasladarse a Madrid para organizar su defensa ante el Consejo de Indias, pero falleció antes de conseguir su libertad. Posiblemente, Federmann murió en Valladolid.

## Legado

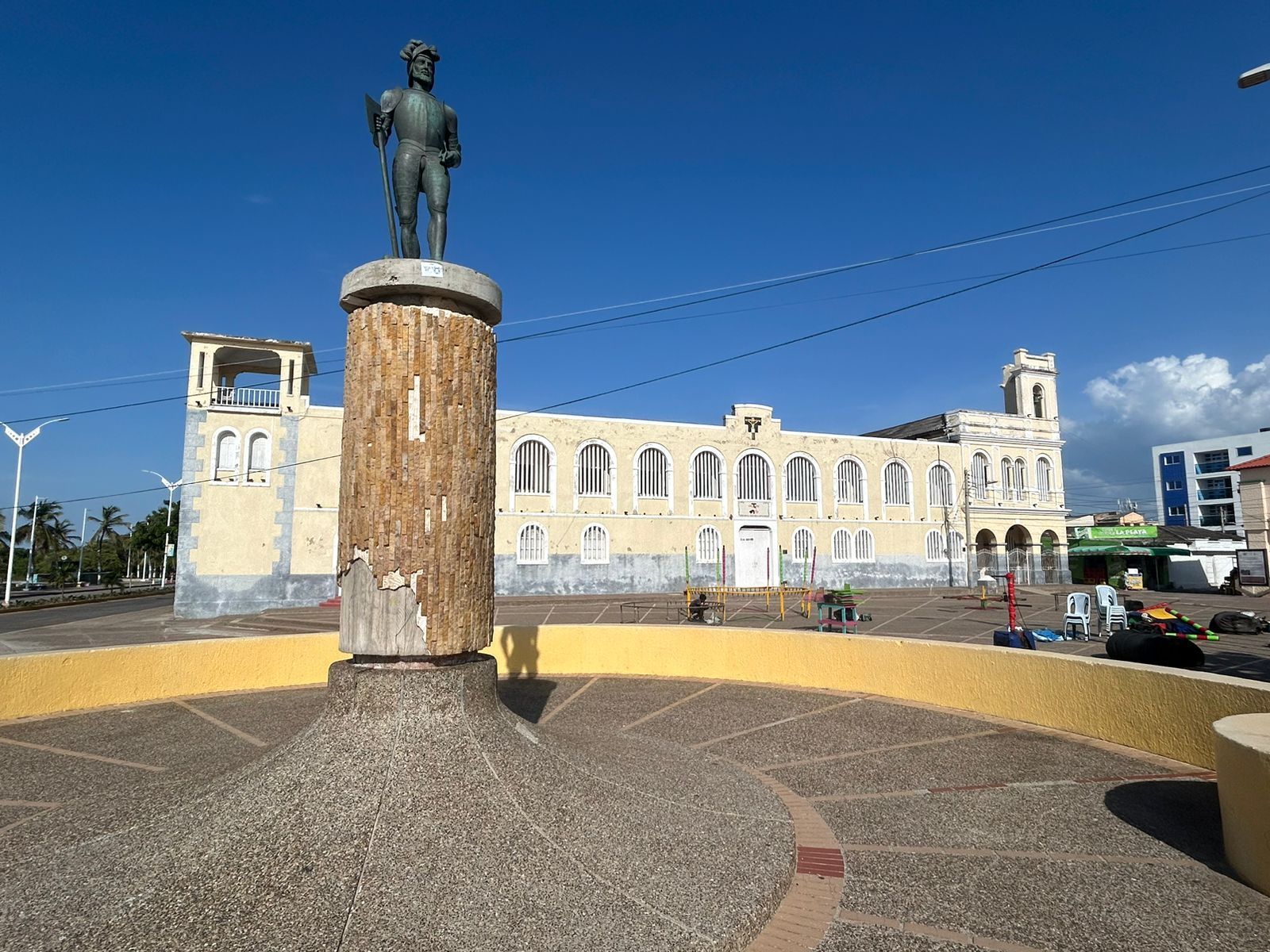
Estatua de Nicolás de Federmann, Riohacha, Colombia

Sin embargo, 64 de los 106 compañeros de Federmann obtuvieron encomiendas en un territorio que comprendía desde Santafé, Vélez (Santander), Tunja, Tocaima, Pamplona, así como en Ibagué, Mariquita y San Juan de los Llanos. Esto les permitió convertirse en figuras importantes de la sociedad neogranadina y formar familias con mujeres europeas e indígenas. Algunos se dedicaron a la minería, mientras que otros se dedicaron al comercio y a impulsar la navegación por el río Magdalena. Una  estatua pedestre de Nikolaus Federmann fue develada en el Parque de los Cañones de Riohacha (Colombia).